# Batalla de Merv
La batalla de Taher-Abad (en persa: نبرد مرو‎), más conocida internacionalmente como batalla de Merv, también conocida en ocasiones como de Marv según el idioma desde el que se translitere el nombre de la población junto a la que ocurrió, fue un enfrentamiento decisivo entre las fuerzas del Sahansah Ismaíl I de la Persia safávida contra Muhammad Shaybani, Jan de Bujará y líder de los shaybánidas cerca de la ciudad de Merv (actual Turkmenistán), cruce de la Ruta de la Seda, el 10 de azar de 889 (2 de diciembre de 1510 en el calendario occidental).
El enfrentamiento, punto final de la guerra perso-uzbeka comenzada en 1502, se saldó con la victoria de las tropas safávidas y la muerte de Muhammad Shaybani, cuya calavera bañada en oro e incrustada de diamantes se convirtió en una joya de la colección del Sah.

## Antecedentes
Desde 1502, las campañas de expansión del Kanato de Bujará bajo el gobierno de Muhammad Shaybani habían alertado tanto a los remanentes de Turan como a la decadente Persia que luchaba entre recuperar su identidad independiente y los ataques tanto externos (con las expansiones del Imperio otomano en el oeste y los shaybánidas en el noreste) como internos con la proliferación de provincias con funcionamientos autónomos.
Con la reunificación persa de manos de Ismaíl I y su tariqa Safaviyya y más tarde con sus qizilbas, la expansión se vio frenada y en el 888 persa (1509 en el calendario juliano), los persas recapturaron parte del Jorasán occidental.

## Preludio de la batalla
A mediados del año 889 persa (1510 en el calendario juliano), el sah Ismaíl I, que había logrado contener los ataques kazajos en el norte y afganos en el este, vio su autoridad sobre Persia lo suficientemente asentada para emprender una campaña en el Gran Jorasán para retomar su control después de años de campañas de expansión por parte de Muhammad Shaybani, Jan del Kanato de Bujará y líder de los shaybanidas, con gran presencia de tribus uzbekas entre sus filas.
Así, alistó rápidamente una fuerza de cerca de 20 000 qizilbas (en persa: قزلباش‎, romanizado: qizilbāš, lit. 'Cabezas rojas') bien pertrechados, soldados túrquicos, caucásicos y kurdos que habían formado la fuerza central que le hizo conquistar Persia, y se dirigió veloz al Gran Jorasán donde tomó Mashhad sin apenas resistencia.
Al enterarse del avance de la fuerza de élite persa con el sah al frente, Muhammad Shaybani se retiró al castillo de Merv al tiempo que enviaba mensajeros a las tribus uzbekas para reorganizar su ejército y poder plantar cara a los safávidas.

## La batalla
Sabedor de que el tiempo no le beneficiaba, Ismaíl I ordenó una retirada fingida de su menor aunque mejor equipada fuerza a la vista de los defensores de Merv, buscando una persecución de la belicosa fuerza de Bujará antes de que fuese reforzada por los uzbekos y a suficiente distancia de Merv para que sus muros no otorgasen una ventaja a los shaybanidas. Tal como el sah había esperado, la belicosa fuerza de Bujará salió a cazar a su ejército en retirada únicamente para verse emboscados por parte de los qizilbas safávidas. En el caos del choque, el Jan Shaybani quiso huir, pero fue capturado por las fuerzas persas que más tarde lo desmembrarían para enviar cada parte como trofeos por distintos lugares de Persia.
El trofeo más célebre de la batalla fue la calavera de Muhammad Shaybani, que Ismaíl I ordenó que fuese bañada en oro y le fuesen incrustados diamantes para convertirla en una copa que utilizaría personalmente durante bastante tiempo.